# Warszewiczia coccinea
Warszewiczia coccinea, comúnmente llamada chaconia o poinsettia salvaje, es la flor nacional de Trinidad y Tobago, donde brota el 31 de agosto, día de la independencia de dicho país.

## Descripción
Es un árbol ornamental pequeño, perennifolio, remarcable por sus inflorescencias con brácteas brillantes y rojas, e inconspicuos pétalos amarillos.
La raíz con olor a anís exhibe propiedades de afrodisíaco.
El cultivar 'Double Chaconia', con una doble fila de brácteas, es la forma cultivada más ampliamente usada. Esta planta se origina de cortes de una planta silvestre creciendo en una carretera. Su propagación de semilla no reproduce su ornato, todas las Double Chaconias se propagan clonalmente de este individuo.

## Taxonomía
Warszewiczia coccinea fue descrita por (Martin Vahl) Johann Friedrich Klotzsch y publicado en Flora 36(45): 716, en el año 1853.
Sinonimia
- Calycophyllum coccineum (Vahl) DC.
- Macrocnemum coccineum Vahl
- Mussaenda coccinea (Vahl) Poir.
- Warszewiczia macrophylla Wedd.
- Warszewiczia maynensis Wedd.
- Warszewiczia poeppigiana Klotzsch
- Warszewiczia pulcherrima Klotzsch
- Warszewiczia schomburgkiana Klotzsch
- Warszewiczia splendens Wedd.[2]